# 木华黎
木華黎（秘史记音：木中合黎；1170年—1223年），又作木合里、摩和赉等，蒙古札剌亦儿部人，元太祖成吉思汗麾下大将，蒙古第3位开国功臣（千户）。同博爾朮、博爾忽、赤老溫並稱为成吉思汗的四傑。

## 生平
木華黎出身蒙古札剌亦兒部落，世代居於斡難河。鐵木真父親也速該死後札剌亦兒氏依附於主兒乞人，在鐵木真聲名鵲起之初，還是少年的木華黎跟隨父、祖一家回到鐵木真身邊效命。父親孔溫窟哇，曾在成吉思汗麾下，協助打敗蔑兒乞部、征討乃蠻部。後來乃蠻部再次反叛，成吉思汗僅與六匹名將領逃走。由於缺糧，孔溫窟哇曾屠宰駱駝，為鐵木真充飢。當追兵步步進逼時，鐵木真座騎突然暴斃，眾人大驚，唯孔溫窟哇將坐騎讓出，自當誘餌引開追兵而死。而木華黎則為其三子中，排行第三。
據說木華黎出生時，有白氣自帳中冒出，薩滿神巫相當驚異，更落下讖言：此非常兒也。木華黎長大成人後，身長七尺，黑面，虎首虯鬚，沉毅多智，勇猛善射。
一次鐵木真作戰失利，失去牙帳，適逢當夜大雪，他與博爾朮披著裘毡，兩人冒雪而立，徹夜遮蓋鐵木真，至日出仍不止。
在成吉思汗統一蒙古各部征戰中，木華黎屢次立功。1206年，蒙古建国，木被封为左手萬戶長，管理地區至大興安嶺。1211年，随成吉思汗讨伐金国，在野狐嶺會戰中亲率敢死军衝击金军，为战役的勝利立下头功。1214年，率军攻辽东，次年攻取大片辽东土地，直至海城。
1217年，成吉思汗移师花剌子模，封木華黎为太师、国王，率领东部蒙古诸部以及契丹、女真和汉族军队专门负责对金国的征讨，並授予代表蒙古大汗权威的九斿大旗，並下令「太行之北，朕自经略；太行以南，卿其勉之」，將華北經略大事，悉數授權木華黎統轄。是故金人亦稱其為「權皇帝」（代理皇帝）。
木華黎在此期间放弃传统的劫掠策略，而改为收降各地地方武装，以图长期統治，以汉族武装首领史天倪、史天泽驻真定、张柔驻满城，並招降东平的严实，逐渐巩固了对河北、山西等地的治理。
1220年，他联合西夏攻击陕西，1222年与西夏联军攻打西安、凤翔，由於金将郭虾蟆等的顽强抵抗，未能取胜，被迫撤回黄河以北。
元太祖十八年（1223年）三月，在山西闻喜军中病逝，其子孛鲁袭其王爵。元英宗至治元年（1321年），诏封体仁开国辅世佐命功臣、太师、开府仪同三司、上柱国、鲁国王，谥忠武。
木華黎後人分两支，一支世袭札剌亦儿部首领，称国王；另一支封东平王，为四怯薛其中一部之长。

## 評價
- 成吉思汗﹕「车之有辕、身之有臂」

## 家系
- 父：孔溫窟哇
  - 国王1木華黎
    - 子：国王2孛魯
      - 孙：国王3塔思
        - 曾孙：忽都華
          - 玄孙：忽都帖木儿
            - 宝哥
              - 道童

      - 孙：国王4速渾察
        - 曾孙：国王5忽林池
        - 曾孙：乃燕
          - 玄孙：碩德
            - 別理哥帖木爾
              - 中書平章政事 朵爾直班
                - 鉄固思帖木而
                - 篤堅帖木而

          - 玄孙：伯顔察儿

        - 曾孙：江淮行省左丞相 相威
          - 玄孙：南行台御史大夫 阿老瓦丁
            - 集賢大学士 脱欢

        - 曾孙：撒蛮
          - 玄孙：江浙行省平章 脱脱
            - 中書右丞相 朵儿只
              - 翰林学士 朵蛮帖木儿
              - 国王12俺木哥失里

      - 孙：先鋒元帥 霸突魯
        - 曾孙：中書右丞相 安童
          - 玄孙：国王 兀都带
            - 中書右丞相 拜住
              - 篤麟鉄穆爾

        - 曾孙：定童
        - 曾孙：霸都虎台

      - 孙：阿礼吉失
        - 曾孙：忽速忽爾
        - 曾孙：国王 朶羅台
        - 曾孙：国王 乃蛮台
          - 玄孙：中書右丞 野仙溥化
            - 国王 纳哈出

          - 玄孙：晃忽而不花

  - 弟：不合
    - 侄子：忙哥
      - 侄孙：塔塔儿台

  - 弟：郡王 带孙
    - 侄子：秃满带
      - 侄孙：忽图鲁

## 影視形象

### 電視劇
| 年份   | 地區         | 作品           | 演員     |
| 1987年 | 香港無綫電視 | 《成吉思汗》   | 陶大宇   |
| 1987年 | 香港亞洲電視 | 《成吉思汗》   | 关伟伦   |
| 2003年 | 中國         | 《射雕英雄传》 | 僧格仁钦 |
| 2004年 | 中國         | 《成吉思汗》   | 刘玉华   |
| 2017年 | 中國         | 《射雕英雄传》 | 安琪儿   |

## 延伸阅读
[在维基数据编辑]
 《元史/卷119》，出自宋濂《元史》
 《新元史/卷119》，出自柯劭忞《新元史》
 在维基共享资源阅览影像